# Chris Newman (umělec)
Chris Newman (* 1958) je anglický malíř, zpěvák a hudební skladatel. Narodil se v Londýně a v letech 1976 až 1979 studoval hudbu na King's College London. Následně se věnoval například překládání děl ruských básníků, jako byli Osip Mandelštam a Velemir Chlebnikov. Později začal psát své vlastní básně a nakonec se přestěhoval do Německa. Zde pokračoval ve studiu, později začal psát a zpívat vlastní písně.